# Riad Ribeiro
Riad Garcia Pires Ribeiro (ur. 2 października 1981 w Rio de Janeiro) – brazylijski siatkarz, grający na pozycji środkowego. Od sezonu 2019/2020 występuje w drużynie Funvic/Taubaté.

## Sukcesy klubowe
Mistrzostwo Brazylii:
- 2003, 2013, 2021
- 2004, 2015
- 2005, 2006, 2017

Mistrzostwo Włoch:
- 2011
- 2009, 2010
- 2007

Liga Mistrzów:
- 2009, 2010, 2011

Klubowe Mistrzostwa Świata:
- 2009, 2010

Puchar Włoch:
- 2010

Klubowe Mistrzostwa Ameryki Południowej:
- 2013, 2020

Superpuchar Brazylii:
- 2019, 2020

## Sukcesy reprezentacyjne
Mistrzostwa Ameryki Południowej Kadetów:
- 1998

Mistrzostwa Świata Juniorów:
- 2001

Puchar Ameryki:
- 2007

## Nagrody indywidualne
- 2015: Najlepszy blokujący brazylijskiej Superligi w sezonie 2014/2015